# NGC 4529
NGC 4529 este o galaxie spirală situată în constelația Părul Berenicei. A fost descoperită în 12 martie 1784 de către William Herschel. Se află la o distanță de 47,42 de megaparseci de Pământ.